# 普萊格林湖
普萊格林湖是加拿大的湖泊，位於該國南部，由曼尼托巴省負責管轄，面積657平方公里，集水區面積5,322平方公里，海拔高度217米，湖岸線長度471公里，平均水深4米，最大水深18米，蓄水量2.76立方公里。